# Річард Лінклейтер
Річард Стюарт Лінклейтер (англ. Richard Stuart Linklater; 30 липня 1960, Г'юстон, Техас, США) — американський незалежний кінорежисер. Серед його фільмів — комедії «Нероба» (1990) та «Під кайфом та збентежені» (1993); романтична трилогія «Before...»»: «До сходу сонця» (1995), «Перед заходом сонця» (2004) та «Перед північчю» (2013); музична комедія «Школа року» (2003); анімаційні фільми «Пробудження життя» (2001), «Затьмарення» (2006) та «Аполлон 10 1/2: Дитинство космічної ери» (2022); драма про дорослішання «Юність» (2014), комедійний фільм «Кожному своє» (2016) та романтична кримінальна комедія «Найманий вбивця» (2023).
Номінований на премію Оскар за фільми «Перед заходом сонця» (2004), «Перед північчю» (2013), та «Юність» (2014). Став володарем Срібного ведмедя за найкращу режисуру на Берлінському міжнародному кінофестивалі за роботу над фільмом «Перед сходом сонця». Крім того, є лауреатом премії Золотий глобус за фільм «Юність». У 2015 році Лінклейтер увійшов до щорічного списку найвпливовіших людей світу за версією американського журналу Time.

## Ранні роки
Більшу частину свого дитинства Лінклейтер провів з матір'ю в Гантсвіллі, штат Техас, перш ніж у віці 17 років переїхати до батька в Г'юстон, де він грав за більш престижну шкільну бейсбольну команду. Отримав бейсбольну стипендію в Державному університеті імені Сема Г'юстона, але кинув навчання і повернувся до Г'юстона, щоб працювати на морській нафтовій вишці. Часто, будучи на березі, він ходив до кінотеатрів де й зацікавився кінематографом. У 1983 році Лінклейтер переїхав до Остіна, штат Техас, де придбав камеру Super-8 і почав відвідувати курси кінознавства в Громадському коледжі Остіна. Він поринув у життя остінської кіносцени й у 1985 році став співзасновником Остінського кінотовариства.

## Кар'єра

### 1985—2000: Ранні режисерські роботи
У 1988 році Лінклейтер зняв свій перший повнометражний фільм «Неможливо навчитися орати читаючи книжки» (який можна переглянути у виданні його другого повнометражного фільму «Нероба», що на The Criterion Collection). Зйомки фільму зайняли рік, а монтаж — ще один рік.
Лінклейтер створив Detour Filmproduction (на честь малобюджетного фільму-нуар Едгара Г. Ульмера 1945 року), а згодом за $23 000 зняв фільм «Нероба» (1990). Загалом він приніс понад 1,25 мільйона доларів. Стрічка зображує один безцільний день з життя міста Остін, штат Техас, та показує його найексцентричніших персонажів.
Третій його повнометражний фільм «Під кайфом та збентежені» (1993) розповідає про життя групи школярів, що безцільно проводять час в останній день занять у 1976 році. В ньому знімалися невідомі тоді актори Бен Аффлек, Метью Макконагі і Мілла Йовович. Усі події, як і в багатьох фільмах режисера, відбуваються протягом одного дня. Стрічка отримала схвальні відгуки критиків і зібрала більше 8 мільйонів доларів у США, ставши хітом на VHS.
У фільмі «До сходу сонця» (1995) студенти, ролі яких грають Ітан Гоук і Жулі Дельпі зустрічаються в потязі та проводять романтичну ніч у Відні. За режисуру Лінклейтер був нагороджений своїм першим Срібним ведмедем Берлінського кінофестивалю. На сайті Rotten Tomatoes його рейтинг складає 100 % на основі 51 рецензії, із середньою оцінкою 8,6/10. Критичний консенсус такий: «Той, що спонукає до роздумів та прекрасно знятий, „До сходу сонця“ є інтелектуальним, відвертим романтичним поглядом на сучасне кохання».
У 2004 році вийшла друга частина «Перед заходом сонця», де ті ж персонажі зустрічаються через 9 років, а у 2013 році з'явилася третя частина «Перед північчю», де пара вже має двох дітей.
Наступний фільм «Передмістя»— драматична комедія 1996 року заснована за однойменною п'єсою Еріка Богосяна. Це історія про групу молодих людей, які проводять час біля магазину в передмісті, обговорюючи свої мрії та розчарування. Фільм отримав неоднозначні відгуки критиків і дуже погано пройшов у прокаті.
У вестерні «Брати Ньютони» (1998) зображено реальну історію банди з чотирьох братів, які займалися грабежами банків і потягів. У фільмі знімалися Метью Макконагі, Ітан Гоук, Вінсент Д'Онофріо та Скіт Ульріх.

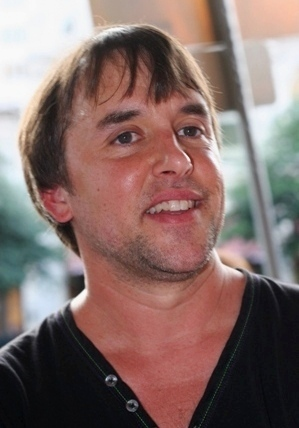
Лінклейтер у 2007 році

### 2001—2013: Зріст популярності
Після перерви у творчості Лінклейтер повертається в 2001 році з двома фільмами — «Пробудження життя» і «Касета». Особливістю «Пробудження» було застосування техніки ротоскопіювання, коли аніматори малюють кожен кадр поверх знятого звичайним способом. Подібну техніку режисер застосував у фільмі про наркоманів «Помутніння» (2006) за однойменним романом Філіпа К. Діка, де грали Вайнона Райдер, Кіану Рівз та Вуді Гаррельсон. В результаті вийшла особлива «напівреальна» якість, високо оцінена такими критиками, як Роджер Еберт («Пробудження життя»), за оригінальність і відповідність цілям фільму.
У 2003 році виходить комедія «Школа року». У тому ж році він написав і зняв пілот для HBO з Родні Ротманом під назвою «$5.15/за годину» про кількох працівників ресторану, які отримують мінімальну зарплату. Пілот торкається тем, які згодом будуть розкриті у фільмі «Нація фастфуду».
У 2005 році Лінклейтера номіновано на премію Оскар за найкращий адаптований сценарій до фільму «Перед заходом сонця». Стрічка отримала широке визнання критиків та глядачів. На сайті IMDb він займає 227 позицію у списку 250 найкращих фільмів станом на 15 лютого 2025 року. На сайті Rotten Tomatoes рейтинг фільму складає 94 % на основі 180 рецензій. Середня оцінка — 8,3/10. Критики відзначають глибину діалогів, хімію між головними акторами та реалістичне зображення людських стосунків.
Того ж року виходять «Проблемні ведмеді» (англ. The Bad News Bears) — спортивна комедія 2005 року, римейк однойменної стрічки 1976 року. Головну роль Морріса Баттермейкера, колишнього бейсболіста та алкоголіка, який стає тренером дитячої бейсбольної команди, виконав Біллі Боб Торнтон. У фільмі також знялися Ґреґ Кіннір та Марсія Ґей Гарден.
В листопаді 2006 року вийшов фільм «Нація фастфуду», знятий за однойменним бестселером і присвячений впливу індустрії швидкого харчування. Вперше був показаний на Каннському кінофестивалі 2006 року та отримав змішані відгуки.
Критика більш високо оцінила фільми «Помутніння» (2006), «Я і Орсон Веллс»» (2009) та «Берні» (2011).
Був номінований на премію «Оскар» за найкращий адаптований сценарій до фільму «Перед північчю» (2013), третього фільму трилогії «Before…».

### 2014— теперішній час: Юність та інші роботи
У 2014 році режисер випустив фільм «Юність», робота над яким тривала 12 років. Сюжет розгортається навколо життя Мейсона Еванса-молодшого (Еллар Колтрейн) починаючи з дитячих років і до навчання в коледжі. Стрічка мала вкрай високі відгуки критиків. Лінклейтер отримав «Золотий глобус», премії «Вибір кінокритиків» і BAFTA за найкращу режисуру та найкращий фільм", а також номінований на Оскар за найкращу режисерську роботу, найкращий оригінальний сценарій і найкращий фільм.
Наступний фільм «Кожному своє» 2016 року події котрого розгортаються в Техасі 1980-х роках розповідає про першокурсника Джейка Бредфорда (Блейк Дженнер), який приєднується до університетської бейсбольної команди. Разом із новими товаришами він проводить останні дні перед початком навчання, занурюючись у студентське життя, сповнене вечірок, змагань та самопізнання. Стрічка є «ідейним продовженням» «Під кайфом та збентежених», переносячи фокус із шкільного життя 1970-х на коледж 1980-х років. Саундтрек до фільму складається з популярних хітів того часу, що створює автентичну атмосферу початку 80-х.
В другій половині 2010-х років Лінклейтер зняв та написав сценарій до драми «Замайорів останній прапор» (англ. Last Flag Flying) з Брайаном Кренстоном, Лоренсом Фішберном і Стівом Кареллом у головних ролях. Є сиквелом фільму Гела Ешбі «Останній наряд» 1973 року, зйомки розпочалися в листопаді 2016 року, а вийшов на екрани 3 листопада 2017 року. Згодом Лінклейтер екранізував «Де ти поділась, Бернадетт?» (2019), за романом Марії Семпл.
Третій анімаційний фільм режисера «Аполлон 10 1/2: Дитинство космічної ери» 2022 року поєднує елементи автобіографії та вигадки, розповідаючи про життя 10-річного хлопчика Стенлі з Г'юстона у1969 році під час підготовки до висадки на Місяць місії «Аполлон-11».
«Найманий убивця» — романтична кримінальна комедія Лінклейтера 2023 року. Головну роль виконав Ґлен Пауелл, який також став співавтором сценарію та продюсером стрічки. Фільм заснований на реальній історії професора коледжу Ґері Джонсона, який працював під прикриттям для поліції Х'юстона, видаючи себе за найманого вбивцю. Ця історія була вперше описана в статті Скіпа Голландсворта «Hit Man» у журналі Texas Monthly у 2001 році.
Світова прем'єра фільму «Блакитний місяць» відбулася 18 лютого 2025 року на Берлінському міжнародному кінофестивалі, де стрічка змагалась за Золотого ведмедя, головну нагороду фестивалю Срібного ведмедя за найкращу роль другого плану отримав Ендрю Скотт за роль Річарда Роджерса.

## Фільмографія

### Повнометражні фільми
- 1988 — Неможливо навчитися орати, читаючи книги / It's Impossible to Learn to Plow by Reading Books
- 1990 — Нероба / Slacker
- 1993 — Під кайфом та збентежені / Dazed and Confused
- 1995 — До сходу сонця / Before Sunrise
- 1996 — Передмістя / SubUrbia
- 1998 — Брати Ньютони / The Newton Boys
- 2001 — Пробудження життя / Waking Life
- 2001 — Касета / Tape
- 2003 — Школа року / The school of Rock
- 2004 — Перед заходом сонця / Before Sunset
- 2005 — Проблемні ведмеді / The Bad News Bears
- 2006 — Нація фастфуду / Fast Food Nation
- 2006 — Помутніння / A Scanner Darkly
- 2008 — Я і Орсон Уеллс / Me and Orson Welles
- 2011 — Берні / Bernie
- 2013 — Перед опівніччю / Before Midnight
- 2014 — Юність / Boyhood
- 2016 — Кожному своє / Everybody Wants Some
- 2017 — Замайорів останній прапор / Last Flag Flying
- 2019 — Де ти поділась, Бернадетт? / Where'd You Go, Bernadette
- 2022 — Аполлон 10 1/2: Дитинство космічної ери / Apollo 10 1/2: A Space Age Adventure
- 2023 — Найманий вбивця / Hit Man
- 2025 — Блакитний місяць / Blue Moon
- 2025 — Нова хвиля[en] / Nouvelle Vague

### Майбутні фільми[18]
- Merrily We Roll Along[en] / Merrily We Roll Along — Фільм зніматимуть протягом 20 років

### Короткометражні фільми
- 1985 — Woodshock
- 2003 — Live from Shiva's Dance Floor
- 2019 — Another Day at the Office

### Телебачення
- 2004 — $5.15/за годину / $5.15/Hr. — Телевізійний пілот
- 2012 — В курсі подій[en] / Up to Speed
- 2020 — Те саме шоу про порятунок тварин[en] / That Animal Rescue Show — 2 епізоди
- 2024 — Боже, бережи Техас[en] / God Save Texas — 1 епізод

### Інші роботи
- Heads I Win/Tails You Lose — Експериментальний відеопроект
- Inning by Inning: A Portrait of a Coach — Документальний фільм

## Нагороди та номінації[19]

### Премія «Оскар»

#### 2005
- Номінація: Найкращий адаптований сценарій — Перед заходом сонця (Before Sunset)

#### 2014
- Номінація: Найкращий адаптований сценарій — Перед північчю (Before Midnight)

#### 2015
- Номінація: Найкращий фільм — Юність (Boyhood)
- Номінація: Найкращий оригінальний сценарій — Юність (Boyhood)
- Номінація: Найкраща режисерська робота — Юність (Boyhood)

### Берлінський міжнародний кінофестиваль

#### 1995
- Нагорода: Срібний ведмідь — До сходу сонця (Before Sunrise)
- Номінація: Золотий ведмідь — До сходу сонця (Before Sunrise)

#### 2004
- Номінація: Золотий ведмідь — Перед заходом сонця (Before Sunset)

#### 2013
- Нагорода: Berlinale Camera — Я та Орсон Уеллс (Me and Orson Welles)

#### 2014
- Номінація: Золотий ведмідь — Юність (Boyhood)
- Нагорода: Срібний ведмідь — Юність (Boyhood)
- Нагорода: Премія Гільдії кінозалів Німеччини — Юність (Boyhood)
- Нагорода: Приз журі читачів «Berliner Morgenpost» — Юність (Boyhood)

#### 2025
- Номінація: Золотий ведмідь — Блакитний місяць (Blue Moon)

### Премія BAFTA

#### 2015
- Нагорода: Премія Девіда Ліна за режисуру — Юність (Boyhood)
- Нагорода: Найкращий фільм — Юність (Boyhood)
- Номінація: Найкращий оригінальний сценарій — Юність (Boyhood)

### Премія Critics' Choice

#### 2014
- Номінація: Найкращий адаптований сценарій — Перед північчю (Before Midnight)
- Нагорода: Critics' Choice Louis XIII Genius Award — Трилогія «Before…»

#### 2015
- Нагорода: Найкращий режисер — Юність (Boyhood)
- Номінація: Найкращий оригінальний сценарій — Юність (Boyhood)

### Каннський кінофестиваль

#### 2006
- Номінація: Золота пальмова гілка — Нація фастфуду (Fast Food Nation)
- Номінація: Особливий погляд — Затьмарення (фільм) (A Scanner Darkly)

### Премія Сезар

#### 2015
- Номінація: Найкращий фільм іноземною мовою — Юність (Boyhood)

### Золотий глобус

#### 2015
- Нагорода: Найкращий режисер — Юність (Boyhood)
- Номінація: Найкращий сценарій — Юність (Boyhood)

### Кінофестиваль Sundance

#### 1991
- Номінація: Grand Jury Prize Dramatic — Нероба (Slacker)

### Венеційський кінофестиваль

#### 2001
- Нагорода: CinemAvvenire — Пробудження життя (Waking Life)
- Нагорода: Laterna Magica Prize — Пробудження життя (Waking Life)
- Номінація: Золотий лев — Пробудження життя (Waking Life)